# Marsa (Aude)
Marsa település Franciaországban, Aude megyében. Lakosainak száma 22 fő (2022. január 1.). Marsa Belvis, Bessède-de-Sault, Cailla, Le Clat, Joucou és Quirbajou községekkel határos.

## Népesség
A település népessége az elmúlt években az alábbi módon változott:
| Lakosok száma | 55   | 50   | 45   | 28   | 23   | 22   | 18   | 19   | 19   | 22   |
|               | 1968 | 1982 | 1990 | 2006 | 2013 | 2015 | 2017 | 2019 | 2020 | 2022 |